# ویزای مهاجرتی گوناگونی

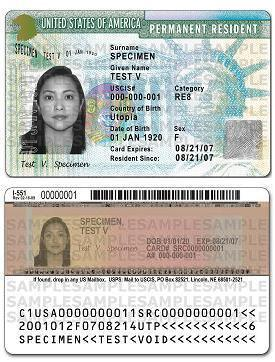
یک نمونه اقامت دائم ایالت متحده آمریکا

ویزای مهاجرت گوناگونی (به انگلیسی: The Diversity Immigrant Visa program) یا لاتاری گرین کارت (به انگلیسی: Green Card lottery) یکی از انواع ویزاهای مهاجرتی آمریکا است. از سال ۱۹۹۰ و به دستور کنگره آمریکا، هر سال وزارت امور خارجه آمریکا مطابق بخش ۲۰۳(سی) از قانون مهاجرت و ملیت (Immigration and Nationality Act) آمریکا، به صورت قرعه‌کشی (موسوم به لاتاری) تعدادی افراد را برای دریافت این نوع ویزا انتخاب می‌کند که نهایتاً منجر به دریافت کارت اقامت دائم آمریکا (معروف به گرین کارت) می‌شود. برندهٔ اصلی در صورت برخورداری از شرایط لازم موفق به کسب ویزای وگ-۱ می‌شود. همسر متقاضی اصلی به شرط صدور ویزای متقاضی اصلی، ویزای وگ-۲ دریافت می‌کند و فرزندان مجرد ازدواج نکرده که در روز نام‌نویسی اینترنتی زیر ۲۱ سال دارند نیز در صورت برخورداری از شرایط لازم موفق به کسب ویزای وگ-۲ می‌شوند.

## فلسفه
از آن‌جا که هدف از صدور ویزای گوناگونی حفظ گوناگونی نژادی در بین مهاجران آمریکا است، این ویزا برای ساکنان کشورهایی که به‌طور معمول از روش‌های دیگر مهاجران زیادی به آمریکا می‌فرستند صادر نمی‌شود. به همین خاطر هر ساله در بولتن ویزا فهرست کشورهایی که مجاز به شرکت در قرعه‌کشی هستند مشخص می‌گردد. به عنوان نمونه، اهالی کشور روسیه تا سال ۲۰۰۴ مجاز به شرکت در این قرعه‌کشی بودند اما در فاصله سال‌های ۲۰۰۵ تا ۲۰۰۹ این اجازه از آنان سلب شد. در قرعه‌کشی ویزای سال ۲۰۱۰ اهالی این کشور دوباره جواز شرکت در قرعه‌کشی را کسب کردند. کشورهای غیرمجاز کشورهایی هستند که در ۵ سال گذشته بیش از ۵۰٫۰۰۰ مهاجر از طریق ویزاهای خانوادگی و کاری به فرستاده باشند. از جمله کشورهایی که در بیشتر دوره‌ها غیرمجاز بوده‌اند می‌توان به چین، انگلستان و هند اشاره کرد.

## کشورهای مجاز برای شرکت در برنامه قرعه کشی وگ
| کشور            | سال مالی | سال مالی | سال مالی | سال مالی | سال مالی | سال مالی | سال مالی | سال مالی | سال مالی | سال مالی | سال مالی | سال مالی | سال مالی | سال مالی | سال مالی | سال مالی | سال مالی | سال مالی | سال مالی | سال مالی | سال مالی | سال مالی | سال مالی | سال مالی |      |      |      |
| کشور            | ۱۹۹۵     | ۱۹۹۶     | ۱۹۹۷     | ۱۹۹۸     | ۱۹۹۹     | ۲۰۰۰     | ۲۰۰۱     | ۲۰۰۲     | ۲۰۰۳     | ۲۰۰۴     | ۲۰۰۵     | ۲۰۰۶     | ۲۰۰۷     | ۲۰۰۸     | ۲۰۰۹     | ۲۰۱۰     | ۲۰۱۱     | ۲۰۱۲     | ۲۰۱۳     | ۲۰۱۴     | ۲۰۱۵     | ۲۰۱۶     | ۲۰۱۷     | ۲۰۱۸     | ۲۰۱۹ | ۲۰۲۰ | ۲۰۲۱ |
| --------------- | -------- | -------- | -------- | -------- | -------- | -------- | -------- | -------- | -------- | -------- | -------- | -------- | -------- | -------- | -------- | -------- | -------- | -------- | -------- | -------- | -------- | -------- | -------- | -------- | ---- | ---- | ---- |
| بنگلادش         | آری      | آری      | آری      | آری      | آری      | آری      | آری      | آری      | آری      | آری      | آری      | آری      | آری      | آری      | آری      | آری      | آری      | آری      | نه       | نه       | نه       | نه       | نه       | نه       | نه   | نه   | نه   |
| برزیل           | آری      | آری      | آری      | آری      | آری      | آری      | آری      | آری      | آری      | آری      | آری      | آری      | آری      | نه       | نه       | نه       | نه       | نه       | نه       | نه       | نه       | نه       | نه       | نه       | نه   | نه   | نه   |
| کانادا          | نه       | نه       | نه       | نه       | نه       | نه       | نه       | نه       | نه       | نه       | نه       | نه       | نه       | نه       | نه       | نه       | نه       | نه       | نه       | نه       | نه       | نه       | نه       | نه       | نه   | نه   | نه   |
| چین             | نه       | نه       | نه       | نه       | نه       | نه       | نه       | نه       | نه       | نه       | نه       | نه       | نه       | نه       | نه       | نه       | نه       | نه       | نه       | نه       | نه       | نه       | نه       | نه       | نه   | نه   | نه   |
| کلمبیا          | آری      | نه       | نه       | نه       | نه       | نه       | نه       | نه       | نه       | نه       | نه       | نه       | نه       | نه       | نه       | نه       | نه       | نه       | نه       | نه       | نه       | نه       | نه       | نه       | نه   | نه   | نه   |
| جمهوری دومینیکن | نه       | نه       | نه       | نه       | نه       | نه       | نه       | نه       | نه       | نه       | نه       | نه       | نه       | نه       | نه       | نه       | نه       | نه       | نه       | نه       | نه       | نه       | نه       | نه       | نه   | نه   | نه   |
| اکوادور         | آری      | آری      | آری      | آری      | آری      | آری      | آری      | آری      | آری      | آری      | آری      | آری      | آری      | آری      | نه       | نه       | نه       | نه       | نه       | نه       | نه       | نه       | نه       | آری      | آری  | آری  | آری  |
| السالوادور      | نه       | نه       | نه       | نه       | نه       | نه       | نه       | نه       | نه       | نه       | نه       | نه       | نه       | نه       | نه       | نه       | نه       | نه       | نه       | نه       | نه       | نه       | نه       | نه       | نه   | نه   | نه   |
| گواتمالا        | آری      | آری      | آری      | آری      | آری      | آری      | آری      | آری      | آری      | آری      | آری      | آری      | آری      | آری      | نه       | نه       | نه       | نه       | نه       | آری      | آری      | آری      | آری      | آری      | آری  | آری  | نه   |
| هائیتی          | نه       | نه       | نه       | نه       | نه       | نه       | نه       | نه       | نه       | نه       | نه       | نه       | نه       | نه       | نه       | نه       | نه       | نه       | نه       | نه       | نه       | نه       | نه       | نه       | نه   | نه   | نه   |
| هند             | نه       | نه       | نه       | نه       | نه       | نه       | نه       | نه       | نه       | نه       | نه       | نه       | نه       | نه       | نه       | نه       | نه       | نه       | نه       | نه       | نه       | نه       | نه       | نه       | نه   | نه   | نه   |
| جامائیکا        | نه       | نه       | نه       | نه       | نه       | نه       | نه       | نه       | نه       | نه       | نه       | نه       | نه       | نه       | نه       | نه       | نه       | نه       | نه       | نه       | نه       | نه       | نه       | نه       | نه   | نه   | نه   |
| مکزیک           | نه       | نه       | نه       | نه       | نه       | نه       | نه       | نه       | نه       | نه       | نه       | نه       | نه       | نه       | نه       | نه       | نه       | نه       | نه       | نه       | نه       | نه       | نه       | نه       | نه   | نه   | نه   |
| نیجریه          | آری      | آری      | آری      | آری      | آری      | آری      | آری      | آری      | آری      | آری      | آری      | آری      | آری      | آری      | آری      | آری      | آری      | آری      | آری      | آری      | نه       | نه       | نه       | نه       | نه   | نه   | نه   |
| پاکستان         | آری      | آری      | آری      | آری      | آری      | آری      | آری      | نه       | نه       | نه       | نه       | نه       | نه       | نه       | نه       | نه       | نه       | نه       | نه       | نه       | نه       | نه       | نه       | نه       | نه   | نه   | نه   |
| پرو             | آری      | آری      | آری      | آری      | آری      | آری      | آری      | آری      | آری      | آری      | آری      | آری      | آری      | نه       | نه       | نه       | نه       | نه       | نه       | نه       | نه       | نه       | نه       | نه       | نه   | نه   | آری  |
| فیلیپین         | نه       | نه       | نه       | نه       | نه       | نه       | نه       | نه       | نه       | نه       | نه       | نه       | نه       | نه       | نه       | نه       | نه       | نه       | نه       | نه       | نه       | نه       | نه       | نه       | نه   | نه   | نه   |
| لهستان          | آری      | آری      | آری      | نه       | نه       | نه       | نه       | آری      | آری      | آری      | آری      | آری      | نه       | نه       | نه       | نه       | نه       | نه       | آری      | آری      | آری      | آری      | آری      | آری      | آری  | آری  | آری  |
| روسیه           | آری      | آری      | آری      | آری      | آری      | آری      | آری      | آری      | آری      | آری      | نه       | نه       | نه       | نه       | نه       | آری      | آری      | آری      | آری      | آری      | آری      | آری      | آری      | آری      | آری  | آری  | آری  |
| کره جنوبی       | نه       | نه       | نه       | نه       | نه       | نه       | نه       | نه       | نه       | نه       | نه       | نه       | نه       | نه       | نه       | نه       | نه       | نه       | نه       | نه       | نه       | نه       | نه       | نه       | نه   | نه   | نه   |
| تایوان          | نه       | نه       | نه       | نه       | نه       | نه       | نه       | آری      | آری      | آری      | آری      | آری      | آری      | آری      | آری      | آری      | آری      | آری      | آری      | آری      | آری      | آری      | آری      | آری      | آری  | آری  | آری  |
| بریتانیا        | نه       | نه       | نه       | نه       | نه       | نه       | نه       | نه       | نه       | نه       | نه       | نه       | نه       | نه       | نه       | نه       | نه       | نه       | نه       | نه       | نه       | نه       | نه       | نه       | نه   | نه   | نه   |
| ویتنام          | نه       | نه       | نه       | نه       | نه       | نه       | نه       | نه       | نه       | نه       | نه       | نه       | نه       | نه       | نه       | نه       | نه       | نه       | نه       | نه       | نه       | نه       | نه       | نه       | نه   | نه   | نه   |
| سایر            | آری      | آری      | آری      | آری      | آری      | آری      | آری      | آری      | آری      | آری      | آری      | آری      | آری      | آری      | آری      | آری      | آری      | آری      | آری      | آری      | آری      | آری      | آری      | آری      | آری  | آری  | آری  |

### تغییرات
نخستین برنامه وگ-۱۹۹۵ بود، و ۱۳ کشور زیر از ابتدا فاقد شرایط لازم بودند: کانادا، چین (سرزمین اصلی)، جمهوری دومینیکن، السالوادور، هائیتی، هند، جامائیکا، مکزیک، فیلیپین، کره جنوبی، تایوان، انگلستان (به جز ایرلند شمالی) و سرزمین‌های وابسته به آن، و ویتنام.
تغییرات فهرست کشورها در طول سال‌ها شامل زیر می‌شود:
- وگ-۱۹۹۶: کلمبیا هم‌اکنون فاقد شرایط لازم
- وگ-۱۹۹۸: لهستان هم‌اکنون فاقد شرایط لازم
- وگ-۲۰۰۲: لهستان و تایوان هم‌اکنون فاقد شرایط لازم، پاکستان فاقد شرایط لازم
- وگ-۲۰۰۴: تیمور شرقی اضافه شده‌است، فاقد شرایط لازم
- وگ-۲۰۰۵: روسیه هم‌اکنون فاقد شرایط لازم
- وگ-۲۰۰۷: لهستان دوباره فاقد شرایط لازم
- وگ-۲۰۰۸: برزیل و پرو هم‌اکنون فاقد شرایط لازم؛ صربستان و مونته‌نگرو ذکر شده‌است به‌طور جداگانه، هر دو فاقد شرایط لازم
- وگ-۲۰۰۹: اکوادور و گواتمالا هم‌اکنون فاقد شرایط لازم
- وگ-۲۰۱۰: روسیه هم‌اکنون فاقد شرایط لازم؛ کوزوو اضافه شده‌است، فاقد شرایط لازم
- وگ-۲۰۱۳: لهستان دوباره فاقد شرایط لازم، بنگلادش هم‌اکنون فاقد شرایط لازم؛ سودان جنوبی اضافه شده‌است، فاقد شرایط لازم
- وگ-۲۰۱۴: گواتمالا دوباره فاقد شرایط لازم
- وگ-۲۰۱۵: نیجریه هم‌اکنون فاقد شرایط لازم

## توزیع و فرایند قرعه‌کشی

### احتمال برد
| قاره                            | وگ-۲۰۰۷ | وگ-۲۰۰۸ | وگ-۲۰۰۹ | وگ-۲۰۱۰ | وگ-۲۰۱۱ | وگ-۲۰۱۲ | وگ-۲۰۱۳ |
| ------------------------------- | ------- | ------- | ------- | ------- | ------- | ------- | ------- |
| آفریقا به جر "کشورهای ویژه"     | ۱٫۳۱٪   | ۲٫۴۰٪   | ۲٫۳۰٪   | ۲٫۱۹٪   | ۲٫۰۶٪   | ۱٫۶۹٪   | ۱٫۸۴٪   |
| آسیا                            | ۰٫۴۸٪   | ۰٫۶۳٪   | ۰٫۶۴٪   | ۰٫۶۱٪   | ۰٫۶۸٪   | ۰٫۸۴٪   | ۰٫۹۳٪   |
| اروپا به جر "کشورهای ویژه"      | ۱٫۲۶٪   | ۱٫۸۵٪   | ۱٫۹۴٪   | ۲٫۱۰٪   | ۱٫۷۵٪   | ۱٫۶۳٪   | ۱٫۳۱٪   |
| آمریکای شمالی                   | ۰٫۶۱٪   | ۰٫۶۴٪   | ۰٫۳۸٪   | ۰٫۶۹٪   | ۰٫۴۷٪   | ۰٫۴٪    | ۰٫۵٪    |
| اقیانوسیه                       | ۴٫۱۳٪   | ۴٫۵۷٪   | ۴٫۶۲٪   | ۵٫۴۹٪   | ۴٫۶۳٪   | ۵٫۲۸٪   | ۶٫۲۲٪   |
| آمریکای جنوبی و مرکزی و کارائیب | ۰٫۶۵٪   | ۰٫۸۴٪   | ۱٫۰۵٪   | ۱٫۶۹٪   | ۱٫۰۷٪   | ۱٫۰۸٪   | ۱٫۰۵٪   |

### احتمال گرفتن ویزا برای یک برنده
| قاره                            | وگ-۲۰۰۷ | وگ-۲۰۰۸ | وگ-۲۰۰۹ |
| ------------------------------- | ------- | ------- | ------- |
| آفریقا                          | ۴۱٫۰۱٪  | ۴۳٫۴۷٪  | ۴۶٫۱۲٪  |
| آسیا                            | ۵۹٫۵۹٪  | ۵۱٫۸۷٪  | ۵۵٫۳۷٪  |
| اروپا                           | ۵۶٫۲۶٪  | ۵۶٫۵۰٪  | ۵۰٫۸۳٪  |
| آمریکای شمالی                   | ۵۰٫۰۰٪  | ۲۹٫۴۱٪  | ۸٫۳۳٪   |
| اقیانوسیه                       | ۳۸٫۷۵٪  | ۴۱٫۴۲٪  | ۳۳٫۵۹٪  |
| آمریکای جنوبی و مرکزی و کارائیب | ۵۴٫۸۶٪  | ۴۵٫۲۶٪  | ۴۱٫۴۴٪  |

## شرایط مورد نیاز برای شرکت در قرعه‌کشی
فرد باید متولد یکی از کشورهای مجاز برای شرکت در قرعه‌کشی باشد. فهرست کشورهای مجاز همه ساله در دستورالعمل قرعه‌کشی همان سال منتشر می‌شود. با این حال دو راه دیگر وجود دارد که ممکن است شما را فاقد شرایط لازم کند. نخست، شما متولد کشوری باشید که بومی‌هایش مجاز به شرکت نباشند اما همسر شما متولد کشوری است که بومی‌های آن مجاز برای شرکت در قرعه‌کشی هستند شما می‌توانید از کشور محل تولد همسرتان استفاده کنید. مشروط بر اینکه در فرم نام‌نویسی اسم شما و همسرتان باشد، هر دوی شما ویزا بگیرید و با هم وارد آمریکا شوید. دوم، اگر در کشوری به دنیا آمده‌اید که فاقد شرایط لازم شرکت در برنامهٔ ویزای گوناگونی نباشد، شما می‌توانید «به حساب» کشوری که یکی از والدین شما در آن به دنیا آمده‌است در برنامهٔ ویزای گوناگونی شرکت کنید، البته به شرط اینکه هیچ‌یک از والدین شما مقیم کشور غیر فاقد شرایط لازم در زمان تولد شما نبوده باشد. به‌طور کلی، یک فرد، مقیم کشوری که در آن متولد نشده باشد یا به شکل قانونی تابعیت آن را به دست نیاورده باشد، محسوب نمی‌شوند حتی اگر به شکل موقت به آن کشور سفر کند، در آن کشور مشغول تحصیل باشد، یا به خاطر شغل یا دلایل حرفه‌ای از طرف یک شرکت یا دولت در آن کشور مستقر شده باشند.
اگر فرد مدرک مورد نیاز را ندارد باید ۲ سال سابقهٔ کاری در ۵ سال گذشته در شغلی داشته باشد که نیاز به ۲ سال آموزش یا تجربهٔ کاری دارد. چنین مشاغلی در سطح مدیریت، مهندسی، برنامه‌نویسی، طراحی و هم سطح آنها است. اطلاعات موجود در پایگاه داده‌های وزارت کار ایالات متحده تعیین‌کننده اعتبار سابقه کار متقاضی خواهد بود.
از دیگر شرایط شرکت در لاتاری که از لاتاری ۲۰۲۱ مطرح شد داشتن پاسپورت معتبر می‌باشد. داشتن پاسپورت برای متقاضی اصلی ضروری است و تنها زیر مجموعه‌ها (یعنی همسر و فرزندان مجرد زیر ۲۱ سال) می‌توانند بدون پاسپورت در لاتاری شرکت بکنند.

## نحوهٔ نام‌نویسی
نام‌نویسی در قرعه‌کشی ویزای گوناگونی تنها به صورت اینترنتی و تنها از طریق وبگاه https://dvprogram.state.gov انجام می‌شود. و به جز اطلاعات فردی و خانوادگی و یک فایل عکس دیجیتال مخصوص لاتاری در قالب و اندازهٔ مناسب، چیز دیگری در زمان نام‌نویسی مورد نیاز نیست. معمولاً نام‌نویسی در ماه‌های اکتبر و نوامبر انجام می‌شود.
از برنامه لاتاری ۲۰۲۱ داشتن پاسپورت معتبر الزامی شد که شخص متقاضی باید شماره پاسپورت و تاریخ انقضا و نام و نام خانوادگی را بر اساس پاسپورت وارد کند. البته در بخش دیگری از فرم DS-5501 نام و نام خانوادگی بر اساس شناسنامه هم دریافت می‌شود.

## انتخاب متقاضیان
برندگان قرعه‌کشی به صورت تصادفی توسط رایانه و از بین تمامی متقاضیان تأیید صلاحیت‌شده انتخاب خواهند شد. احتمال انتخاب یک درخواست الکترونیکی فاقد شرایط لازم که مستقیماً توسط خود متقاضی ارسال شده‌است توسط کامپیوتر مرکز کنسولگری کنتاکی، درست به اندازه یک درخواست دیگر که توسط یک واسطه در ازای دریافت پول برای یک متقاضی دیگر تکمیل شده و به صورت الکترونیکی ارسال شده‌است، خواهد بود. تمامی درخواست‌هایی که طی مهلت نام‌نویسی در قرعه‌کشی دریافت می‌گردند، دارای احتمال انتخاب تصادفی برابر در منطقه خود می‌باشند. با این حال، دریافت بیش از یک درخواست به نام یک شخص، صرف نظر از این موضوع که چه کسی درخواست‌ها را فرستاده‌است، منجر به حذف نام آن شخص از قرعه‌کشی خواهد شد. برندگان قرعه‌کشی تصادفی برای دریافت ویزای گوناگونی به منظور مهاجرت به ایالات متحده باید واجد تمامی شرایط و ویژگی‌های لازم مطابق با قوانین ایالات متحده آمریکا باشند.

## اعلام نتایج
تا دورهٔ ۲۰۱۱ نتایج در فاصله ماه مه و ژوئیه از طریق پست به اطلاع برندگان می‌رسید. از دورهٔ ۲۰۱۰ امکان پی‌گیری درخواست از طریق اینترنت نیز به وجود آمد؛ برای این منظور کاربر باید شماره تأیید نام‌نویسی را در وبگاه https://dvprogram.state.gov/ESC/Default.aspx چک کند. لازم است ذکر شود از دوره ۲۰۱۲ هیچ نامه قبولی برای برندگان پست نمی‌شود و نتایج از نخست ماه مه فقط و فقط از طریق اینترنت برای کلیه شرکت کنندگان در دسترس خواهد بود. سفارتخانه‌ها و کنسولگری‌های ایالات متحده قادر نخواهند بود تا فهرستی از انتخاب شدگان را به شما ارائه کنند.
اعلام نتایج لاتاری ۲۰۲۱ بر اساس اعلام حساب کاربری وزارت امور خارجه آمریکا در توییتر، به تعویق افتاد. علت در این توییت ذکر نشد اما زمان دقیق اعلام نتایج ۶ ژوئن ۲۰۲۰ است.

## احتمال برنده‌شدن
اگر چه برندگان قرعه‌کشی به صورت تصادفی انتخاب می‌شوند اما توزیع جغرافیایی خاصی در این قرعه‌کشی لحاظ می‌شود. هیچ کشوری مجاز نیست بیش از ۷ درصد از برنده‌ها را به خود اختصاص بدهد. به علاوه، سهمیه برندگان در مناطقی تقسیم می‌شود (آفریقا، آسیا، اروپا، آمریکای شمالی، اقیانوسیه، آمریکای مرکزی و جنوبی و حوزه کارائیب) و سهم هر منطقه بر حسب تعداد مهاجرانی که در ۵ سال گذشته از آن منطقه به آمریکا رفته‌اند مشخص می‌شود.
مطابق آمار مرکز ویزای وزارت امور خارجه آمریکا که برای برنامه سال مالی ۲۰۱۷ منتشر شد تعداد شرکت کنندگان ایرانی ۷۳۷۱۸۱ نفر، تعداد برنده‌های ایرانی ۴۵۰۰ نفر و تعداد ویزای صادر شده لاتاری که با کد DV مشخص می‌شود، ۲۱۰۶ نفر بوده‌است. این یعنی شانس برنده شدن در سال ۲۰۱۷ معادل ۰٫۶۱٪ می‌باشد یعنی از هر هزار درخواست، شش برنده. البته در عمل چنین نیست زیرا تعداد بسیار زیادی از درخواست‌های ارسال شده برای مرکز کنسولی کنتاکی دارای اشکال است و این موضوع نیز در مرکز ویزای وزارت امورخارجه آمریکا اشاره شده‌است.
تعداد ثبت نام لاتاری ۲۰۱۸، ۸۴۹۸۶۹ درخواست از ایران بوده و تعداد برنده مطابق قبل ۴۵۰۰ نفر. تعداد ویزای صادر شده برای ایرانیان هنوز در سایت رسمی مرکز ویزا منتشر نشده‌است. برای سالهای مالی ۲۰۱۹ و ۲۰۲۰ هم تا ۲۶ آوریل ۲۰۲۰ آمار تعداد شرکت کننده‌ها و تعداد ویزاهای صادر شده منتشر نشده اما تعداد برنده‌ها به ترتیب ۴۱۹۹ و ۴۱۰۱ نفر بوده‌است.
هم‌اکنون بیش از ۸۰٪ سهمیه به آفریقا و اروپا تخصیص می‌یابد. بر اساس داده‌های موجود دربارهٔ تعداد شرکت‌کنندگان و برندگان سال ۲۰۰۸، احتمال برنده شدن در اروپا بیشترین مقدار بوده‌است (۲٫۱۵ درصد) و در آسیا کمترین بوده‌است (۰٫۵۸ درصد). در کل، از بین بالغ بر شش میلیون شرکت‌کننده در سال ۲۰۰۸، ۹۶۶۹۰ برنده اعلام شده بود (احتمال کلی ۱٫۵۱ درصد).

## اعلام ابطال نتایج لاتاری ۲۰۱۲
نتایج قرعه‌کشی سال ۲۰۱۲ که در ۱ مه ۲۰۱۱ اعلام شده بود به‌دلیل خطای به وجود آمده در برنامهٔ انتخاب شرکت کنندگان، روز جمعه ۱۳ مه ۲۰۱۱ لغو شد.
آن‌طور که دیوید دوناهو معاون خدمات ویزای گوناگونی اظهار داشت به‌دلیل بروز خطا در برنامه حدود ۹۰ درصد برگزیدگان از میان کسانی بودند که در دو روز نخست نام‌نویسی کرده بودند. از همین رو نتایج باطل شده و قرعه‌کشی بار دیگر صورت گرفت و نتایج تازه در تاریخ ۱۵ ژوئیه اعلام شد.

## حذف بنگلادش و افزایش سهمیه ایران
سال ۲۰۱۲ تقریباً چهار هزار و ۴۰۰ نفر از ایرانیان برای برنامه قرعه‌کشی گرین‌کارت برگزیده شدند این در حالی است که بر اساس گزارش وزارت خارجه آمریکا این رقم در سال ۲۰۱۱ تقریباً دو هزار و ۸۰۰ نفر بوده‌است. دلیل این افزایش چشمگیر حذف کشور بنگلادش از برنامه ویزای گوناگونی و اختصاص سهمیه آن به ایرانیان بوده‌است.
اما به گفته خانم سارا گرو (انگلیسی: Sarah Grow)، یکی از کارمندان امور کنسولی وزارت خارجه آمریکا حدود ۱۰۰۰ نفر از آنان یعنی یک چهارم برندگان ایرانی کارت سبز برای اجرای مراحل قانونی و سفر به آمریکا به سفارتخانه‌های آن کشور مراجعه نکرده‌اند.

## دو مرحله‌ای شدن قرعه‌کشی لاتاری ۲۰۱۳
در برنامهٔ لاتاری ۲۰۱۳ بر خلاف سال‌های گذشته که کل نتایج در ۱ ماه مه اعلام می‌شد دو مرحله‌ای شده‌است به‌طوری‌که بخشی از نتایج در ۱ ماه مه و بخشی دیگر (احتمالاً کیس نامبرهای بالا) در اکتبر اعلام شد. مرکز کنسولگری کنتاکی هنوز دلیل این تصمیم خود را اعلام نکرده‌است. در نتیجه کسانی که در مرحلهٔ نخست قرعه‌کشی در اردیبهشت ماه پذیرفته نشده‌اند باید در مهرماه با مراجعه به وبگاه اعلام نتایج دوباره احتمال خود را بیازمایند. دلیل این بود که مرکز کنسولی کنتاکی که متولی برنامه لاتاری ویزای تنوع نژادی آمریکا است، برای آزمایش، برای فقط یک سال، قرعه کشی را در طی دو مرحله انجام داد که دیگر تکرار نشد.

## حذف برنامه ناکارا و افزایش سهمیه لاتاری
در برنامه لاتاری ۲۰۲۱ برنامه ناکارا متوقف شد و ۵۰۰۰ سهمیه ویزای متعلق به این برنامه مجدداً بعد از سالها به برنامه لاتاری بازگشت که مجموع ۵۵۰۰۰ ویزا برای برنامه لاتاری را ثبت کرد. بر این اساس تعداد ویزای صادر شده برای کشور ایران به عدد ۳۸۵۰ ویزا بازگشت و شانس ایرانی‌ها در این برنامه بیشتر شد.

## احتمال ویزا نگرفتن سربازان سپاه پاسداران انقلاب اسلامی
بر اساس اعلام سایت وزارت خارجه آمریکا درحال حاضر کلیه افرادی که خدمت وظیفه را در سپاه گذرانده باشد واجد شرایط دریافت ویزای مهاجرتی از جمله لاتاری نیستند.

## واژه‌نامه
1. ↑  «وگ» کوته‌نوشت «ویزای گوناگونی» و معادل فارسی «DV» کوته‌نوشت «Diversity Visa» است.